# Port Clarence (Alaska)
Pour les articles homonymes, voir Port Clarence.
Port Clarence est une localité d'Alaska (CDP) aux États-Unis située dans la région de recensement de Nome. Sa population était de 24 habitants en 2010.
Elle est située à l'ouest de Teller, sur un cordon littoral au nord de la péninsule de Seward.
Les températures moyennes vont de −23 °C à −13 °C en janvier, et de 7 °C à 14 °C en juillet.
En 1893, le bureau de recensement américain a compté 485 habitants sur le site, dont 236 étaient des autochtones. Leurs descendants habitent actuellement à Brevig Mission, Teller et Wales. Actuellement, le village est une station de transmission de l'US Coast Guard.
Port Clarence est l'un des lieux où se déroulent les aventures de la famille Cascabel, écrites en 1890 par Jules Verne, dans son roman César Cascabel, où il fait cette description : « Port-Clarence est le port le plus avancé vers le nord-ouest que l'Amérique septentrionale possède sur le détroit de Behring. Situé au sud du cap du Prince-de-Galles, il se creuse dans la partie du littoral, où se dessine le nez de cette figure dont le profil est représenté par la côte alaskienne. Ce port présente un excellent mouillage, très apprécié des navigateurs et, plus particulièrement, de ces baleiniers dont les navires vont chercher fortune dans les mers arctiques. »

## Démographie
| 1890 | 1980 | 1990 | 2000 | 2010 | - |
| ---- | ---- | ---- | ---- | ---- | - |
| 485  | 29   | 26   | 21   | 24   | - |

### Source
- (en) CIS